# 통화승수
통화승수(money multiplier)는 통화량을 본원통화로 나눈 비율이다. 화폐승수라고도 부른다.

## 개념
통상적으로, 시장에 유통되는 통화량은 중앙은행에서 화폐를 찍어낸 총량보다 훨씬 많은데, 그 이유는 시중은행은 자신이 보유한 지급준비금보다 훨씬 많은 돈을 대출할 수 있기 때문이다. 예를 들어 대한민국의 경우 2016년 기준으로 지급준비율은 7%로, 은행이 700억을 지급준비금으로 갖고 있다면 대출은 최대 9,300억을 해줄 수 있다. (지급준비율은 예금 종류별로 다르게 적용된다. 장기주택마련저축, 재형저축에 대한 지급준비율은 0.0%이며 정기예금, 정기적금, 상호부금, 주택부금, CD에 대한 지급준비율은 2.0%이다.)
이처럼 시중은행은 실재하지 않는 돈을 빌려줄 수 있기 때문에 통화승수는 1보다 커질 수 있는 것이다. 이는 은행의 '신용창조 기능'이라고도 일컬어진다.
만일 국가가 1000억원의 본원통화를 시장에 유통시켰는데 시장 전체의 통화량이 1조원이 된다면 통화승수는 10이 된다.

## 통화승수의 변동
통화승수는 경기에 밀접한 관련을 가지며, 1930년 대공황 때는 은행의 신용창조 기능 위축으로 통화승수가 급락한 일이 있다.
또한, 대한민국에서는 5만원권 발행 이후 현금이 유통되기보다는 보관 목적으로 많이 사용되면서 통화승수가 크게 하락하기도 했다. 이 경우 경기가 안좋아 통화승수가 하락한 것이 아니라 사회적・제도적 요인 때문에 하락한 것이 된다.

## 같이 보기
- 중앙은행
- 본원통화
- 지급준비제도
- 통화